# واکلینو
واکلینو (به بلغاری: Vaklino) یک روستا در بلغارستان است که در شهرستان شابلا واقع شده‌است.